# Дюнамюндська фортеця
Дюнамю́ндська форте́ця (нім. Festung Dünamünde) — у 1641—1940 роках фортеця у Латвії, в місцевості Дюнамюнде (сучасна Даугавгріва, Рига). Розташовувалася на лівому березі річки Дюна (сучасна Західна Двіна), поблизу Риги. Заснована близько 1600 року шведами в районі нового гирла Дюни як шанець, поблизу Дюнамюдського замку біля старого русла і гирла. Замок і шанець переходили із рук під час польсько-шведських воєн (1609, 1617, 1621), але 1628 року залишилися за шведами. Вони розбудували шанець у фортецю — пятикутний (1641), а згодом — шестикутний бастіон (1670). 1680 року шведи зруйнували старий Дюнамюндський замок, використавши його матеріали для укріплення Ноймюнде. Нова фортеця отримала назву Дюнамюндської. Її укріплювали протягом Великої Північної війни (1700—1709), в ході якої нею заволоділи росіяни. До 1740-х років вони використовували її як оборонну споруду, але потім перетворили на в'язницю. У 2-й половині ХІХ ст. росіяни укріпили фортецю й переменували на Усть-Двінську. Під час Першої світової війни й національно-визвольних змагань Латвії фортецю займали німці, більшовики і латиські сили (1917, 1919). Після утвердження латвійської незалежності фортецю перейменували на Даугавгрівську. Пам'ятка архітектури державного значення (1983, 1995).

## Назва
- Ноймюндський / Дюнамюндський шанець (нім. Dünamünder Schanze) — первісна назва.
- Ноймюнде (нім. Neumünde, «нове гирло»), або Неймінде (рос. Нейминде, від ст.-швед. Neumynde) — коротка назва.
- Ноймюндська фортеця (швед. Neumünde fästning) — шведська назва.
- Дюнамюндська фортеця (нім. Festung Dünamünde, швед. Dünamünde fästning) — німецька і шведська назви у 1641—1839 роках.
- Дінамінська фортеця, або Дінаміндський шанц (рос. Динаминдской шанц) — російський запис німецької назви[1].
- Усть-Двінська фортеця (рос. Усть-Двинская крепость) — назва у 1893—1917 роках.
- Даугавгрівська фортеця (латис. Daugavgrīvas cietoksnis) — латиська назва з 1919 року.